# Élections sénatoriales de 2023 dans la Nièvre
Les élections sénatoriales de 2023 dans la Nièvre ont lieu le dimanche 24 septembre 2023. Elles ont pour but d'élire les deux sénateurs représentant le département au Sénat pour un mandat de six années.

## Contexte départemental
Lors des élections sénatoriales de 2017 dans la Nièvre, un PS, Patrice Joly et une DVD, Nadia Sollogoub ont été élus.
Depuis, tous les effectifs du collège électoral des grands électeurs ont été renouvelés, avec les élections législatives de 2022, les élections régionales de 2021, les élections départementales de 2021 et les élections municipales de 2020.

## Sénateurs sortants
| Sénateur | Sénateur        | Parti | Fonctions lors de l'élection en 2017 |
| -------- | --------------- | ----- | ------------------------------------ |
|          | Patrice Joly    | PS    | Président du conseil départemental   |
|          | Nadia Sollogoub | DVD   | Maire de Neuvy-sur-Loire             |

## Présentation des listes et des candidats
| T/S | Candidats | Candidats               | Parti | Principales fonctions                                               |
| --- | --------- | ----------------------- | ----- | ------------------------------------------------------------------- |
| T   |           | Audrey Delemarle        | LFI   |                                                                     |
| S   |           | Nicolas Smilevitch      | LFI   | Maire de Brinon-sur-Beuvron                                         |
|     |           |                         |       |                                                                     |
| T   |           | Laurent Nicolle         | LFI   |                                                                     |
| S   |           | Marie-Anne Guillemain   | LFI   |                                                                     |
|     |           |                         |       |                                                                     |
| T   |           | Olivier Sicot           | PCF   | Maire de Varennes-Vauzelles                                         |
| S   |           | Isabelle Thillier       | PCF   | Adjointe au maire d'Urzy                                            |
|     |           |                         |       |                                                                     |
| T   |           | Dominique Maurin        | EÉLV  | Adjoint au maire de Varennes-Vauzelles                              |
| S   |           | Sylvie Dupart-Muzerelle | EÉLV  | Conseillère municipale de Nevers                                    |
|     |           |                         |       |                                                                     |
| T   |           | Carole Tabbagh-Gruau    | EÉLV  | Conseillère municipale de Cosne-Cours-sur-Loire                     |
| S   |           | Dominique Lavenir       | GÉ    | Conseillère municipale de Saint-Martin-d'Heuille                    |
|     |           |                         |       |                                                                     |
| T   |           | Patrice Joly            | PS    | Sénateur sortant, conseiller départemental                          |
| S   |           | Blandine Delaporte      | G.s   | Conseillère départementale                                          |
|     |           |                         |       |                                                                     |
| T   |           | Marie-Christine Amiot   | PS    | Maire de Saint-Firmin                                               |
| S   |           | Michel Mulot            | DVG   | Conseiller départemental, conseiller municipal de Cercy-la-Tour     |
|     |           |                         |       |                                                                     |
| T   |           | Éliane Desabre          | PS    | Conseillère départementale, adjointe au maire de Varennes-Vauzelles |
| S   |           | Pascal Martin           | DVG   | Adjoint au maire de Varennes-Vauzelles                              |
|     |           |                         |       |                                                                     |
| T   |           | Patrice Perrot          | RE    | Député                                                              |
| S   |           | Anne Wozniak            | RE    | Adjointe au maire de Nevers                                         |
|     |           |                         |       |                                                                     |
| T   |           | Fabrice Berger          | RE    | Maire de Challuy                                                    |
| S   |           | Dominique Strieska      | RE    | Maire de Sermages                                                   |
|     |           |                         |       |                                                                     |
| T   |           | Christophe Normier      | MEI   | Conseiller régional                                                 |
| S   |           | Iris Nakov              | MEI   |                                                                     |
|     |           |                         |       |                                                                     |
| T   |           | Nadia Sollogoub         | DVD   | Sénatrice sortante, conseillère municipale de Neuvy-sur-Loire       |
| S   |           | Christophe Deniaux      | DVD   | Conseiller départemental, maire d'Asnois                            |
|     |           |                         |       |                                                                     |
| T   |           | Julien Guibert          | RN    | Conseiller régional, conseiller municipal de Clamecy                |
| S   |           | Pauline Vigneron        | RN    |                                                                     |
|     |           |                         |       |                                                                     |

## Résultats
| Candidats                | Candidats                | Parti                    | Nuance                   | Premier tour | Premier tour | Second tour | Second tour |
| Candidats                | Candidats                | Parti                    | Nuance                   | Voix         | %            | Voix        | %           |
| ------------------------ | ------------------------ | ------------------------ | ------------------------ | ------------ | ------------ | ----------- | ----------- |
|                          | Nadia Sollogoub          | SE                       | DVD                      | 427          | 60,40        |             |             |
|                          | Patrice Joly             | PS                       | PS                       | 307          | 43,42        | 410         | 61,19       |
|                          | Marie-Christine Amiot    | PS                       | PS                       | 140          | 19,80        | Retrait     | Retrait     |
|                          | Patrice Perrot           | RE                       | RE                       | 119          | 16,83        | 188         | 28,06       |
|                          | Fabrice Berger           | RE                       | RE                       | 85           | 12,02        | Retrait     | Retrait     |
|                          | Olivier Sicot            | PCF                      | COM                      | 73           | 10,33        | Retrait     | Retrait     |
|                          | Julien Guibert           | RN                       | RN                       | 58           | 8,20         | 50          | 7,46        |
|                          | Eliane Desabre           | PS                       | DVG                      | 43           | 6,08         | Retrait     | Retrait     |
|                          | Christophe Normier       | MEI                      | DVC                      | 23           | 3,25         | 22          | 3,28        |
|                          | Carole Tabbagh-Gruau     | EÉLV                     | VEC                      | 23           | 3,25         | Retrait     | Retrait     |
|                          | Audrey Delemarle         | LFI                      | FI                       | 14           | 1,98         | Retrait     | Retrait     |
|                          | Dominique Maurin         | EÉLV                     | VEC                      | 17           | 2,40         | Retrait     | Retrait     |
|                          | Laurent Nicolle          | LFI                      | FI                       | 4            | 0,57         | Retrait     | Retrait     |
|                          | André Kornmann           | SE                       | DIV                      | 0            | 0,00         | Retrait     | Retrait     |
|                          |                          |                          |                          |              |              |             |             |
| Suffrages exprimés       | Suffrages exprimés       | Suffrages exprimés       | Suffrages exprimés       | 707          | 97,92        | 670         | 92,93       |
| Votes blancs             | Votes blancs             | Votes blancs             | Votes blancs             | 8            | 1,11         | 22          | 3,05        |
| Votes nuls               | Votes nuls               | Votes nuls               | Votes nuls               | 7            | 0,97         | 29          | 4,02        |
| Total                    | Total                    | Total                    | Total                    | 722          | 100          | 721         | 100         |
| Abstention               | Abstention               | Abstention               | Abstention               | 9            | 1,23         | 10          | 1,37        |
| Inscrits / participation | Inscrits / participation | Inscrits / participation | Inscrits / participation | 731          | 98,77        | 731         | 98,63       |